# Dampiera
Dampiera és un gènere de fanerògames que pertany a la família Goodeniaceae. Comprén 114 espècies descrites i, d'aquestes, només 69 són acceptades.

## Hàbitat
És endèmic d'Austràlia, on se'n troba arreu.

## Descripció
És una planta herbàcia o petit arbust que té flors de color blau o porpra, amb el centre de color groc.

## Taxonomia
El gènere fou descrit per Robert Brown i publicat en el Journal of Botany, British and Foreign, 49: 188. 1911. L'espècie tipus n'és: Dampiera incana R.br.
Etimologia

Dampiera: nom genèric donat en honor del capità i científic anglés William Dampier.

## Espècies acceptades
Heus ací una llista de les espècies del gènere Dampiera acceptades fins a maig de 2014, ordenades alfabèticament. Per a cadascuna s'indica el nom binomial seguit de l'autor, abreujat segons les convencions i usos:
- Dampiera adpressa A.Cunn. ExDC.
- Dampiera alata Lindl.
- Dampiera altissima Benth.
- Dampiera angulata Rajput & Carolin
- Dampiera atriplicina C.A.Gardner exRajput & Carolin
- Dampiera candicans F.Muell.
- Dampiera carinata Benth.
- Dampiera cinerea Ewart & O.B.Davies
- Dampiera conospermoides W.Fitzg.
- Dampiera coronata Lindl.
- Dampiera decurrens Rajput & Carolin
- Dampiera deltoïdal Rajput & Carolin
- Dampiera dentata Rajput
- Dampiera discolor (de Vriese) K.Krause
- Dampiera diversifolia de Vriese
- Dampiera dysantha (Benth.) Rajput & Carolin
- Dampiera eriantha K.Krause
- Dampiera eriocephala de Vriese
- Dampiera fasciculata R.br.
- Dampiera ferruginea R.br.
- Dampiera fitzgeraldensis Rajput & Carolin
- Dampiera fusca Rajput & Carolin
- Dampiera galbraithiana Rajput & Carolin
- Dampiera glabrescens Benth.
- Dampiera haematotricha de Vriese
- Dampiera hederacea R.br.
- Dampiera heteroptera Rajput & Carolin
- Dampiera incana R.br.
- Dampiera juncea Benth.
- Dampiera krauseana Rajput & Carolin
- Dampiera lanceolata A.Cunn. ExDC.
- Dampiera latealata Rajput & Carolin
- Dampiera lavandulacea Lindl.
- Dampiera leptoclada Benth.
- Dampiera lindleyi de Vriese
- Dampiera linearis R.br.
- Dampiera loranthifolia F.Muell. exBenth.
- Dampiera luteiflora F.Muell.
- Dampiera marifolia Benth.
- Dampiera obliqua Rajput & Carolin
- Dampiera oligophylla Benth.
- Dampiera orchardii Rajput & Carolin
- Dampiera parvifolia R.br.
- Dampiera pedunculata Rajput & Carolin
- Dampiera plumosa S.Moore
- Dampiera purpurea R.br
- Dampiera ramosa Rajput & Carolin
- Dampiera rosmarinifolia Schltdl
- Dampiera roycei Rajput
- Dampiera sacculata F.Muell. exBenth.
- Dampiera salahae Rajput & Carolin
- Dampiera scaevolina C.A.Gardner exRajput & Carolin
- Dampiera scottiana F.Muell.
- Dampiera sericantha F.Muell. exBenth.
- Dampiera spicigera Benth
- Dampiera stenophylla K.Krause
- Dampiera stenostachya I.Pritz
- Dampiera stricta (Sm.) R.br
- Dampiera sylvestris Rajput & Carolin
- Dampiera tenuicaulis I.Pritz
- Dampiera tephrea Rajput & Carolin
- Dampiera teres Lindl
- Dampiera tomentosa K.Krause
- Dampiera trigona de Vriese
- Dampiera triloba Lindl
- Dampiera wellsiana F.Muell